# Alchemilla carniolica
Alchemilla carniolica är en rosväxtart som först beskrevs av Alphons Paulin, och fick sitt nu gällande namn av Karl Fritsch. Alchemilla carniolica ingår i släktet daggkåpor, och familjen rosväxter. Inga underarter finns listade i Catalogue of Life.